# Jimmy Allen
Jimmy Allen é um ex-jogador profissional de futebol americano estadunidense

## Carreira
Jimmy Allen foi campeão da temporada de 1975 da National Football League jogando pelo Pittsburgh Steelers.